# Hiromi Uemura
Hiromi Uemura –en japonés, 植村ひろみ, Uemura Hiromi– (31 de octubre de 1969) es una deportista japonesa que compitió en halterofilia. Ganó tres medallas en el Campeonato Mundial de Halterofilia entre los años 1989 y 1991.

## Palmarés internacional
| Campeonato Mundial | Campeonato Mundial        | Campeonato Mundial | Campeonato Mundial |
| Año                | Lugar                     | Medalla            | Categoría          |
| ------------------ | ------------------------- | ------------------ | ------------------ |
| 1989               | Mánchester (Reino Unido)  | Medalla de plata   | 52 kg              |
| 1990               | Sarajevo (Yugoslavia)     | Medalla de plata   | 52 kg              |
| 1991               | Donaueschingen (Alemania) | Medalla de bronce  | 52 kg              |